# Holboellia
Holboellia es un género con 28 especies descritas de plantas de flores perteneciente a la familia Lardizabalaceae. De estas solo 9 son aceptadas. Distribuidas por el sudeste de Asia, Himalaya y China.
Son plantas trepadoras perennes, aunque alguna es caduca. Las flores, masculinas y femeninas crecen separadas aunque en la misma planta.  

## Especies aceptadas
- Holboellia angustifolia Wall.
- Holboellia brachyandra H.N.Qin
- Holboellia chapaensis Gagnep.
- Holboellia coriacea Diels
- Holboellia grandiflora Réaub.
- Holboellia latifolia Wall.
- Holboellia medogensis H.N.Qin
- Holboellia parviflora (Hemsl.) Gagnep.
- Holboellia pterocaulis T.Chen & Q.H.Chen